# دن فریدنبرگ
دن فریدنبرگ (انگلیسی: Dan Fredenburgh) هنرپیشه اهل انگلستان است.
از فیلم‌ها یا مجموعه‌های تلویزیونی که وی در آن نقش داشته‌است، می‌توان به جاسوسان ورشو، اولتیماتوم بورن، اما و در واقع عشق اشاره کرد.